# Quả cầu bí ẩn Betz
Quả cầu bí ẩn Betz là một quả cầu kim loại nhỏ có đường kính 8in. và nặng 22lbs. Đây được coi là chủ đề của nhiều thuyết âm mưu.

## Gốc gác
Ngày 27 tháng 3 năm 1974, gia đình Betz tới điều tra một đám cháy nhỏ gần nơi cư trú của họ ở Đảo Fort George, Florida nước Mỹ. Gia đình ba người, Antoine, Jerri, và con trai là Terry, tình cờ bắt gặp một quả cầu kim loại nhỏ có kích thước bằng một quả bóng bowling. Ý nghĩ đầu tiên của họ là quả cầu này là một khẩu súng thần công do những chinh tướng Tân Thế giới bỏ lại. Họ quyết định đưa quả cầu trở về nhà của mình.
Vài ngày sau, Terry đang chơi guitar trong nhà của họ. Quả cầu dường như phản ứng với âm thanh của guitar. Nó phát ra một thứ tiếng ầm ĩ. Sau đó, Terry để ý quả cầu tự lăn và thậm chí tự dừng lại và đổi hướng. Terry bắt đầu làm thí nghiệm với quả cầu. Anh nhận thấy quả cầu sẽ phát ra tiếng động khi đánh bằng búa. Anh cũng tìm thấy quả cầu sẽ di chuyển sau khi bị rung lắc và đặt trên mặt đất.
Quả cầu tự di chuyển nhiều lần. Nó sẽ theo mọi người xung quanh ngôi nhà dường như của riêng mình. Gia đình Betz cuối cùng đã cất quả cầu trong một cái rương. Họ chỉ lấy nó ra để cho bạn bè và gia đình chiêm ngưỡng.

## Phân tích
Một phân tích năm 2012 của Skeptoid đã tiết lộ phân tích của giới truyền thông đương đại chỉ ra rằng quả cầu này thực ra là van một chiều dạng bi được sản xuất bởi công ty Bell & Howell: kích thước, trọng lượng và thành phần luyện kim của nó phù hợp với các van một chiều dạng bi của công ty.
Skeptoid cũng tiết lộ phân tích về chuyển động dường như tự điều khiển của quả cầu, lưu ý rằng quả cầu "lặng lẽ được trưng bày bên trong nhà Betz trong gần hai tuần, và không được cho biết là đã tự di chuyển, trừ khi có ai đó hạ nó xuống để thử nghiệm nó", và trích lời một đại diện của Hải quân Mỹ rằng "Tôi tin rằng đó là do việc xây dựng ngôi nhà... Nó cũ kỹ và có sàn đá không bằng phẳng. Quả cầu gần như hoàn toàn cân bằng, và nó cần chỉ cần thụt một chút để di chuyển hoặc thay đổi hướng."
Đồng thời, Skeptoid cũng ghi nhận tin tức của nghệ sĩ New Mexico James Durling-Jones, người đã thu thập kim loại phế liệu để sử dụng trong các tác phẩm điêu khắc; Durling-Jones cho biết đã nạp van một chiều dạng bi vào giá đỡ hành lý trên chiếc xe buýt Volkswagen của mình, và "(lái xe) qua khu vực Jacksonville vào khoảng Lễ Phục sinh năm 1971, lúc đó một vài quả bóng lăn khỏi giá đỡ hành lý và bị mất." Skeptoid kết luận rằng đây chính là nguồn gốc của quả cầu này.